# Солнечная (Могилёвская область)
Со́лнечная (бел. Сонечная) — деревня в составе Коровчинского сельсовета Дрибинского района Могилёвской области Республики Беларусь.

## Население
- 1999 год — 46 человек
- 2010 год — 15 человек